# Las historietas de Frijol el Terrible
Las Historietas de Frijol el Terrible fue un programa de radio del género cómico, producido en Honduras, y cuyos guiones realizaba el periodista Carlos Salgado. Se transmitió por radio entre la década de 1980 y 2007 en horas de la mañana.

## Historia
Las Historietas de Frijol el Terrible fue un programa radial creado por el periodista Carlos Salgado y que comenzó a emitirse en Radio Comayagüela (HRXW), con frecuencia 760AM y propiedad de don Humberto Andino, posteriormente se difundió en Radio Tegucigalpa, ya desaparecida que era propiedad de Antonio Mazariegos Velasco, actualmente se difunde en Radio Cadena Voces.
En el programa se criticaba de manera cómica la situación del país. En sus inicios grabó muchos de sus programas en casetes debido al alto precio de las cintas de larga duración de carretes. Posteriormente se dio el paso hacia a la tecnología digital.
El horario de transmisión era de 8:00 a 8:30 de la mañana, el cual competía con el programa cubano La Tremenda Corte transmitido por la emisora HRN. Actualmente -desde 2019- se transmite de 8:30 a 9:00 de la mañana y de 9:30 a 10:00 de la noche -de lunes a viernes- y de 8:00 a 8:30 el sábado por la mañana.

## Argumento
“Frijol” y “Gañote” son trabajadores de la "Agencia de Empleos La Holgazana, donde trabaja el que le da gana", empresa de colocaciones dirigida por un “patrón” explotador, cada episodio narra las vivencias que les toca padecer a ambos trabajadores cuando son contratados para hacer todo tipo de trabajos, desde doctores, detectives, cuidadores de animales, policías, bomberos, periodistas, etc. Hay episodios donde las acciones transcurren dentro de la oficina o en situaciones personales vinculadas al patrón, o a sus propias vidas familiares.

## Actores y personajes
"Frijol el Terrrible": nacido en El Sanjón, es decir una zanja de gran profundidad, que por asociación de términos corresponde a Honduras. Además del español sabe varios idiomas como inglés -que aprendió con el gerente de una mina donde trabajó-, alemán, francés y garífuna. Sostiene que le apodan "diterribilbín" (The terrible bean), frijol el terrible.
"Gañote": el compañero y colega de Frijol el terrible.
"El patrón": es el gerente general de la Agencia de Empleos la holgazana donde trabaja el que le da la gana.
Los actores en el programa son Frijol, Gañote y el patrón, interpretados por Carlos Salgado.
Al inicio de cada episodio, contiene una cápsula de historia de Honduras, y los créditos de quienes hacen cada capítulo, entre los que se menciona al operador de sonido entre quienes se ha mencionado a Alejandro Martínez (Pilingo).